# Philetus (Irrlehrer)
Philetus (griech.: Φίλητος; Philetos) ist der Name eines Irrlehrers, der im 2. Timotheusbrief, zusammen mit dem bereits im 1. Timotheusbrief erwähnten und als vom Glauben Abgekommenen bezeichneten Hymenäus, genannt wird (2 Tim 2,17-18 ).

„Unter ihnen sind Hymenäus und Philetus, die von der Wahrheit abgeirrt sind und sagen, die Auferstehung sei schon geschehen, und bringen einige vom Glauben ab.“

Hinter der angesprochenen Auffassung, dass die Auferstehung bereits erfolgt sei, dürfte die gnostische Vorstellung stehen, dass durch den Akt der „Erkenntnis“ der Geistfunke, der im Menschen gefangen sei, befreit worden und in die himmlische Welt eingetreten sei.